# Milton Campbell
Milton Campbell (Atlanta, 15 maggio 1976) è un ex velocista statunitense, specializzato nei 400 metri piani.
In carriera è stato due volte medaglia d'oro di staffetta 4×400 metri ai Mondiali indoor.